# کارولینا موخووا

کارولینا موخووا (تلفظ در چکی: [ˈkaroli:na ˈmuxova:]؛ متولد ۲۱ اوت ۱۹۹۶) یک بازیکن حرفه‌ای تنیس اهل جمهوری چک است. او بالاترین رتبهٔ تک نفرهٔ خود در رتبه‌بندی WTA را در تاریخ ۱۱ سپتامبر ۲۰۲۳ به شماره ۸ جهان رسید. موخووا یک عنوان دبلیو تی ای تور در 2019 Korea Open به‌دست آورده است و در گرند اسلم (تنیس) فینال 2023 French Open رقابت کرده است.
موخووا در سال ۲۰۱۳ وارد دنیای حرفه‌ای تنیس شد. او اولین‌بار در 2018 US Open به شهرت رسید و در دور دوم گاربینیه موگوروسا، قهرمان دو بار گرند اسلم و شماره ۱۲ جهان، را شکست داد. سال بعد، موخووا به اولین چهارم نهایی خود در یک گرند اسلم رسید و در ویمبلدون با شکست دادن کارولینا پلیشکووا، شماره ۳ جهان، به این مرحله راه یافت. در 2021 Australian Open، او به نیمه‌نهایی رسید و اشلی بارتی، شماره ۱ جهان و ستارهٔ میزبان، را شکست داد. در 2023 French Open، او به اولین فینال گرند اسلم خود رسید و با شکست آرینا سابالنکا، شماره ۲ جهان، در نیمه‌نهایی، در فینال نزدیک سه ست با ایگا شفیونتک، قهرمان مدافع و شماره ۱ جهان، به مقام نایب‌قهرمانی رسید.

## زندگی‌نامه
کارولینا موخووا در اوت ۱۹۹۶ در اولوموتس به دنیا آمد. پدر او یوزف موچا، فوتبالیست سابق چک، است. او تنیس را در هفت سالگی از پدرش آموخت. او همچنین یک برادر دارد که در دوران کودکی در بسیاری از ورزش‌ها با او هم‌گام بود. چون زمین‌های تنیس نزدیکی خانه‌شان بود، او تصمیم گرفت راکت تنیس را بردارد و سپس زمانی که حدود ۱۲ ساله بود، تنیس را به‌جای هندبال انتخاب کرد. در سال ۲۰۱۹، او به پراگ رفت تا در I. ČLTK Prague تمرین کند. او بیان کرده است که تنیسور مورد علاقه‌اش در دوران کودکی راجر فدرر بوده است. او در دوران نوجوانی با مشکلات زیادی از جمله مصدومیت روبرو بود.